# Chris Haggard
Chris Haggard (Pretoria, Sudáfrica, 28 de abril de 1971) es un jugador de tenis sudafricano. Se especializa en dobles, modalidad en la que ya conquistó 6 títulos de ATP.

## Títulos (6; 0+6)

### Dobles (6)
| Leyenda                |
| Grand Slam (0)         |
| Tennis Masters Cup (0) |
| ATP Masters Series (0) |
| ATP Tour (6)           |

| N.º | Fecha                 | Torneo     | Superficie    | Pareja        | Oponentes en la final              | Resultado         |
| --- | --------------------- | ---------- | ------------- | ------------- | ---------------------------------- | ----------------- |
| 1.  | 1 de agosto de 1999   | Kitzbuhel  | Tierra batida | Peter Nyborg  | Álex Calatrava Dušan Vemić         | 6-3 6-7(4) 7-6(4) |
| 2.  | 21 de julio de 2002   | Amersfoort | Tierra batida | Jeff Coetzee  | André Sá Alexandre Simoni          | 7-6(1) 6-3        |
| 3.  | 6 de octubre de 2002  | Tokio      | Dura          | Jeff Coetzee  | Jan-Michael Gambill Graydon Oliver | 7-6(4) 6-4        |
| 4.  | 5 de enero de 2003    | Adelaida   | Dura          | Jeff Coetzee  | Max Mirnyi Jeff Morrison           | 2-6 6-4 7-6(7)    |
| 5.  | 22 de agosto de 2004  | Washington | Dura          | Robbie Koenig | Travis Parrott Dmitry Tursunov     | 7-6(3) 6-1        |
| 6.  | 26 de febrero de 2006 | Memphis    | Dura          | Ivo Karlović  | James Blake Mardy Fish             | 0-6 7-5 10-5      |